# Мраморная рыбная сова
Мраморная рыбная сова (лат. Scotopelia bouvieri) — вид птиц семейства совиных.

## Внешний вид
Длина тела — 46-51 см. Окрас мраморных сов очень разнообразен. Цвет верха тела, головы и мантильи может варьировать от светло-рыжего до тёмно-бурого, встречаются также и серые птицы. На плечах внешняя перепонка перьев беловатая, образуя бледную горизонтальную полосу. Подкрылье, подхвостье и бедра беловатые, без полос. Низ тела светло-серого цвета, клюв кремово-жёлтый. Глаза тёмные, ноги и пальцы светло-жёлтые.

## Образ жизни
Во время речных разливов много деревьев затапливает и их ветви нависают над водой. На этих ветвях и сидят совы, высматривающие в реке свою добычу — рыбу, которая поднимается к поверхности. Рыбу совы хватают когтями и уносят к себе. Также питаются лягушками, крабами, мелкими млекопитающими и птицами. Во многих местах ракообразные могут быть наиболее часто употребляемой пищей.

## Размножение
Размножение происходит с мая по октябрь. Ухаживание включает в себя множество вокальных дуэтов. Местом для гнездования может быть уже существующее большое гнездо.

## Распространение
Ареал мраморной совы занимает территорию на юге Нигера, на крайнем юге Камеруна, в центральных и южных районах Центральноафриканской Республики, в Габоне, Республике Конго, на севере Анголы и в ДР Конго. Мраморная сова населяет опушки тропических лесов и отдельные лесистые районы, расположенные вдоль рек, которые непригодны для хозяйственной деятельности человека, так как во время сезона дождей реки разливаются, и эти участки шесть месяцев в году труднодоступны.